# Gran Premio del Jurado (Festival de Cannes)
El Gran Premio del Jurado es un premio del Festival de Cannes otorgado por el jurado del festival en una de las películas en competencia. Es el segundo premio más prestigioso de la fiesta después de la Palma de Oro. Antes de su creación, el Premio Especial del Jurado era a cabo el "segundo lugar".

## Nombre
Desde 1995, el nombre oficial del premio ha sido simplemente el Gran Premio, pero ha tenido otros dos nombres desde su creación en 1967: Gran Premio Especial del Jurado (1967-1988), y el Gran Premio del Jurado (1989-1994).
Además, el premio no debe confundirse con el Gran Premio del Festival International du Film, que es el nombre anterior de la Palma de Oro, el premio mayor del Festival de Cine de Cannes.

## Gran Premio Especial del Jurado
| Año  | Película                                                | Director                   | Nacionalidad del director |
| ---- | ------------------------------------------------------- | -------------------------- | ------------------------- |
| 1967 | Accident                                                | Joseph Losey               | Estados Unidos            |
| 1967 | Encontré cíngaros felices                               | Aleksandar Petrović        | Yugoslavia                |
| 1969 | Ådalen 31                                               | Bo Widerberg               | Suecia                    |
| 1970 | Investigación sobre un ciudadano libre de toda sospecha | Elio Petri                 | Italia                    |
| 1971 | Johnny tomó su fusil (Johnny Got His Gun)               | Dalton Trumbo              | Estados Unidos            |
| 1971 | Taking Off                                              | Miloš Forman               | Checoslovaquia            |
| 1972 | Solaris                                                 | Andrei Tarkovsky           | Unión Soviética           |
| 1973 | La maman et la putain                                   | Jean Eustache              | Francia                   |
| 1973 | El planeta salvaje                                      | René Laloux                | Francia                   |
| 1974 | Las mil y una noches                                    | Pier Paolo Pasolini        | Italia                    |
| 1975 | Jeder für sich und Gott gegen alle                      | Werner Herzog              | Alemania Occidental       |
| 1976 | Cría cuervos                                            | Carlos Saura               | España                    |
| 1976 | La marquesa de O                                        | Éric Rohmer                | Francia                   |
| 1978 | El grito                                                | Jerzy Skolimowski          | Polonia                   |
| 1978 | Ciao maschio                                            | Marco Ferreri              | Italia                    |
| 1979 | Siberiada                                               | Andrei Konchalovsky        | Unión Soviética           |
| 1980 | Mi tío de América                                       | Alain Resnais              | Francia                   |
| 1981 | Les Années lumière                                      | Alain Tanner               | Suiza                     |
| 1982 | La notte di San Lorenzo                                 | Paolo and Vittorio Taviani | Italia                    |
| 1983 | El sentido de la vida                                   | Terry Jones                | Reino Unido               |
| 1984 | Diary for my Children                                   | Márta Mészáros             | Hungría                   |
| 1985 | Birdy                                                   | Alan Parker                | Reino Unido               |
| 1986 | Sacrificio                                              | Andrei Tarkovsky           | Unión Soviética           |
| 1987 | Arrepentimiento                                         | Tengiz Abuladze            | Unión Soviética           |
| 1988 | A World Apart                                           | Chris Menges               | Reino Unido               |

## Gran Premio del Jurado
| Año  | Película               | Director           | Nacionalidad del director |
| ---- | ---------------------- | ------------------ | ------------------------- |
| 1989 | Cinema Paradiso        | Giuseppe Tornatore | Italia                    |
| 1989 | Trop belle pour toi    | Bertrand Blier     | Francia                   |
| 1990 | Tilaï                  | Idrissa Ouedraogo  | Burkina Faso              |
| 1990 | Shi no toge            | Kôhei Oguri        | Japón                     |
| 1991 | La belle noiseuse      | Jacques Rivette    | Francia                   |
| 1992 | Il ladro di bambini    | Gianni Amelio      | Italia                    |
| 1993 | ¡Tan lejos, tan cerca! | Wim Wenders        | Alemania                  |
| 1994 | ¡Vivir!                | Zhang Yimou        | China                     |
| 1994 | Quemado por el sol     | Nikita Mikhalkov   | Rusia                     |

## Gran Premio
| Año  | Película                              | Director                              | Nacionalidad del director             |
| ---- | ------------------------------------- | ------------------------------------- | ------------------------------------- |
| 1995 | La mirada de Ulises                   | Theo Angelopoulos                     | Grecia                                |
| 1996 | Breaking the Waves                    | Lars von Trier                        | Dinamarca                             |
| 1997 | The Sweet Hereafter                   | Atom Egoyan                           | Canadá                                |
| 1998 | La vida es bella                      | Roberto Benigni                       | Italia                                |
| 1999 | Humanité                              | Bruno Dumont                          | Francia                               |
| 2000 | Los demonios en mi puerta             | Jiang Wen                             | China                                 |
| 2001 | La pianiste                           | Michael Haneke                        | Austria                               |
| 2002 | Un hombre sin pasado                  | Aki Kaurismäki                        | Finlandia                             |
| 2003 | Uzak                                  | Nuri Bilge Ceylan                     | Turquía                               |
| 2004 | Oldboy                                | Park Chan-wook                        | Corea del Sur                         |
| 2005 | Broken Flowers                        | Jim Jarmusch                          | Estados Unidos                        |
| 2006 | Flandres                              | Bruno Dumont                          | Francia                               |
| 2007 | Mogari no mori                        | Naomi Kawase                          | Japón                                 |
| 2008 | Gomorra                               | Matteo Garrone                        | Italia                                |
| 2009 | Un profeta                            | Jacques Audiard                       | Francia                               |
| 2010 | De dioses y hombres                   | Xavier Beauvois                       | Francia                               |
| 2011 | Bir Zamanlar Anadolu                  | Nuri Bilge Ceylan                     | Turquía                               |
| 2011 | Le gamin au vélo                      | Hermanos Dardenne                     | Bélgica                               |
| 2012 | Reality                               | Matteo Garrone                        | Italia                                |
| 2013 | Inside Llewyn Davis                   | Hermanos Coen                         | Estados Unidos                        |
| 2014 | Le meraviglie                         | Alice Rohrwacher                      | Italia                                |
| 2015 | El Hijo de Saúl                       | László Nemes                          | Hungría                               |
| 2016 | Juste la fin du Monde                 | Xavier Dolan                          | Canadá                                |
| 2017 | 120 battements par minute             | Robin Campillo                        | Francia                               |
| 2018 | BlacKkKlansman                        | Spike Lee                             | Estados Unidos                        |
| 2019 | Atlantics                             | Mati Diop                             | Francia                               |
| 2020 | Cancelado por pandemia de coronavirus | Cancelado por pandemia de coronavirus | Cancelado por pandemia de coronavirus |
| 2021 | Compartment No. 6                     | Juho Kuosmanen                        | Finlandia                             |
| 2021 | A Hero                                | Asghar Farhadi                        | Irán                                  |
| 2022 | Las estrellas al mediodía             | Claire Denis                          | Francia                               |
| 2022 | Close                                 | Lukas Dhont                           | Bélgica                               |
| 2023 | The Zone of Interest                  | Jonathan Glazer                       | Reino Unido                           |
| 2024 | All we imagine as light               | Payal Kapadia                         | India                                 |
| 2025 | Sentimental Value                     | Joachim Trier                         | Noruega                               |

## Ceremonias
- Datos: Q844804
- Multimedia: Cannes Film Festival / Q844804